# Château de la Poya
Le château de La Poya, grande demeure néoclassique située au voisinage de la ville de Fribourg en Suisse, sert aujourd'hui de lieu de représentation et de réception. Ce premier exemple d'architecture néo-palladienne au Nord des Alpes a une importance patrimoniale toute particulière et sa position sur une éminence face à la ville, lui donne une grande visibilité.

## Architecture
Le château, entouré d'un beau parc, a été construit entre 1698 et 1701 par un architecte encore inconnu pour François-Philippe de Lanthen-Heid (mort en 1713). Cet édifice est le premier représentant d'architecture néopalladienne au nord des Alpes et connaît donc une réputation internationale pour la qualité de son architecture et de son décor.
Cet édifice, durant les trois siècles de son existence, n'a connu que peu de transformations. Le fronton portait à l'origine d'autres armoiries, qui ont été remplacées par celles de la famille de Diesbach de Belleroche alliée aux Cardevac de Gouy, cinquièmes propriétaires du château dans l'ordre chronologique. La galerie orientale et le pavillon des cuisines ont été ajoutés en 1844 par l'architecte Charles-Joseph de Chollet. Puis l'édifice a subi une habile restauration avec réaménagement de la salle à manger et du petit salon, ainsi que création des rotondes latérales en 1912-1914 par les architectes Henry Berchtold von Fischer et Emil Schmid.
Au sud, le jardin néoclassique en terrasse, avec bassin, date de 1914, par Adolf Ernst Vivell.
À l'intérieur, le grand salon est particulièrement remarquable. Son imposant décor en stuc passe pour l'un des plus importants ensembles décoratifs de Suisse d'inspiration néo-borrominienne. Il a été réalisé notamment d'après des gravures du Studio di architettura civile, de Domenico de Rossi. Ces décors exceptionnels ont été attribués d'abord à Antonio Ragozzi, mais sont dus en fait au stucateur tessinois Antonio Roncati de Meride, auteur également du décor somptueux de l'hôtel de ville de Zurich.

## Histoire
Le maître de l'ouvrage, François-Philippe de Lanthen-Heid (1650-1713) était un notable fribourgeois. Membre du Petit Conseil à 29 ans, bourgmestre de Fribourg à 35 ans, bailli du canton de Fribourg, jouissait d'une grande influence. Il a fait construire cet édifice de prestige à son retour de Versailles où il était délégué suisse auprès de Louis XIV. Sa fortune familiale, évoquée dans son testament, comprenait, outre le château de La Poya, des châteaux à Cugy et à Montet, une riche maison bourgeoise à Fribourg (Grand-Rue 56), ainsi qu'entre autres, des moulins, une auberge et de nombreuses parcelles de terres, prés, forêts et vignes, des droits d'eau, des carrières, des mines.
Par la suite, ce domaine patricien a passé aux familles de Diesbach de Belleroche, puis de Graffenried de Villars, et a été transmis de génération en génération par héritage ou par alliance de 1696 à nos jours.